# Mistrzostwa Europy U-21 w Piłce Nożnej 2021
Mistrzostwa Europy U-21 w piłce nożnej 2021 – turniej piłkarski, który odbywał się w dniach 24–31 marca i 31 maja–6 czerwca 2021. Była to 23. edycja tych rozgrywek. Współgospodarzami turnieju były Węgry oraz Słowenia. Podobnie jak w poprzednich dwóch edycjach turniej miał gościć 12 drużyn. 6 lutego 2019 roku Komitet Wykonawczy UEFA podjął decyzję o rozszerzeniu turnieju do 16 drużyn. Do gry uprawnieni byli zawodnicy urodzeni po 1 stycznia 1998 roku. Obrońcy mistrzowskiego tytułu Hiszpanie odpadli w półfinale po meczu z reprezentacją Portugalii.
Pierwotnie turniej miał odbywać się w dniach 9-26 czerwca 2021 roku, jednakże ze względu na przełożenie Mistrzostw Europy na przełom czerwca i lipca 2021 roku, zmieniono datę rozegrania turnieju. Faza grupowa zmagań odbyła się w dniach 24-31 marca 2021, a faza pucharowa miała miejsce w dniach 31 maja-6 czerwca 2021.

## Kwalifikacje
W kwalifikacjach biorą udział 53 reprezentacje, podzielone na 9 grup, w których znajduje się 5 lub 6 zespołów. Mistrzowie grup i najlepszy zespół z drugiego miejsca bezpośrednio awansują do turnieju. Pomiędzy ośmioma reprezentacjami, które zajmą drugie miejsca w grupie, rozegrane zostaną play-offy.
Zasady kwalifikacji zostały zmienione po wybuchu pandemii COVID-19, przez którą nie udało się rozegrać marcowych spotkań eliminacyjnych. UEFA postanowiła zrezygnować z rozgrywania baraży, a zamiast tego awans uzyskało pięć najlepszych drużyn z drugich miejsc.

### Zakwalifikowane reprezentacje
| Drużyna    | Zakwalifikowana jako                        | Data kwalifikacji    | Liczba występów w ME | Najlepszy wynik w ME                       |
| Węgry      | gospodarz                                   | 3 grudnia 2018(dts)  | 4 (1978, 1980, 1986, 1996)                                                                                                  | Półfinał (1986)                            |
| Słowenia   | gospodarz                                   | 3 grudnia 2018(dts)  | debiutant | debiutant                                  |
| Włochy     | zwycięzca grupy 1                           | 15 listopada 2020    | 20 (1978, 1980, 1982, 1984, 1986, 1988, 1990, 1992, 1994, 1996, 2000, 2002, 2004, 2006, 2007, 2009, 2013, 2015, 2017, 2019) | Mistrzostwo (1992, 1994, 1996, 2000, 2004) |
| Francja    | zwycięzca grupy 2                           | 12 listopada 2020    | 9 (1982, 1984, 1986, 1988, 1994, 1996, 2002, 2006, 2019)                                                                    | Mistrzostwo (1988)                         |
| Anglia     | zwycięzca grupy 3                           | 13 października 2020 | 15 (1978, 1980, 1982, 1984, 1986, 2000, 2002, 2007, 2009, 2011, 2013, 2017, 2019)                                           | Mistrzostwo (1982, 1984)                   |
| Czechy     | zwycięzca grupy 4                           | 17 listopada 2020    | 17 (1978, 1980, 1988, 1990, 1992, 1994, 1996, 2000, 2002, 2007, 2011, 2015, 2017)                                           | Mistrzostwo (2002)                         |
| Rosja      | zwycięzca grupy 5                           | 13 października 2020 | 6 (1980, 1982, 1990, 1994, 1998, 2013)                                                                                      | Mistrzostwo (1980, 1990)                   |
| Hiszpania  | zwycięzca grupy 6                           | 13 października 2020 | 14 (1982, 1984, 1986, 1988, 1990, 1994, 1996, 1998, 2000, 2009, 2011, 2013, 2017, 2019)                                     | Mistrzostwo (1986, 1998, 2011, 2013, 2019) |
| Holandia   | zwycięzca grupy 7                           | 13 października 2020 | 7 (1988, 1992, 1998, 2000, 2006, 2007, 2013)                                                                                | Mistrzostwo (2006, 2007)                   |
| Dania      | zwycięzca grupy 8                           | 13 października 2020 | 7 (1978, 1986, 1992, 2006, 2011, 2015, 2017, 2019)                                                                          | III/IV miejsce (1992, 2015)                |
| Niemcy     | zwycięzca grupy 9                           | 17 listopada 2020    | 12 (1982, 1990, 1992, 1996, 1998, 2004, 2006, 2009, 2013, 2015, 2017, 2019)                                                 | Mistrzostwo (2009, 2017)                   |
| Szwajcaria | klasyfikacja najlepszych drużyn z 2. miejsc | 13 października 2020 | 3 (2002, 2004, 2011) | II miejsce (2011)                          |
| Portugalia | klasyfikacja najlepszych drużyn z 2. miejsc | 15 listopada 2020    | 8 (1994, 1996, 2002, 2004, 2006, 2007, 2015, 2017)                                                                          | II miejsce (1994, 2015)                    |
| Islandia   | klasyfikacja najlepszych drużyn z 2. miejsc | 24 listopada 2020    | 1 (2011) | Faza grupowa (2011)                        |
| Chorwacja  | klasyfikacja najlepszych drużyn z 2. miejsc | 17 listopada 2020    | 3 (2000, 2004, 2019) | Faza grupowa (2000, 2004, 2019)            |
| Rumunia    | klasyfikacja najlepszych drużyn z 2. miejsc | 17 listopada 2020    | 2 (1998, 2019) | III/IV miejsce (2019)                      |

## Losowanie
Losowanie grup odbyło się 10 grudnia 2020 roku w siedzibie UEFA w Nyonie. Przed losowaniem 16 drużyn zostało podzielonych na 4 koszyki, zgodnie z osiągnięciami w trakcie poprzednich edycji turniejów:
- Mistrzostwa Europy U-21 w Piłce Nożnej 2017 turniej finałowy oraz eliminacje (waga 20%)
- Mistrzostwa Europy U-21 w Piłce Nożnej 2019 turniej finałowy oraz eliminacje (waga 40%)
- Mistrzostwa Europy U-21 w Piłce Nożnej 2021 eliminacje (waga 40%)

Węgry zostały przydzielone automatycznie do grupy A na pozycji A1, natomiast Słowenia do grupy B na pozycji B1. Pozostałe 14 drużyn mogło trafić do każdej grupy na każdej pozycji.

### Podział na koszyki
| Reprezentacja  | Wsp.   |
| -------------- | ------ |
| Hiszpania U-21 | 40,620 |
| Niemcy U-21    | 38,490 |
| Francja U-21   | 37,147 |
| Anglia U-21    | 36,846 |

| Reprezentacja   | Wsp.   |
| --------------- | ------ |
| Włochy U-21     | 36,361 |
| Dania U-21      | 36,088 |
| Portugalia U-21 | 35,863 |
| Holandia U-21   | 32,686 |

| Reprezentacja  | Wsp.   |
| -------------- | ------ |
| Rumunia U-21   | 32,198 |
| Chorwacja U-21 | 31,902 |
| Czechy U-21    | 29,648 |
| Rosja U-21     | 29,162 |

| Reprezentacja      | Wsp.   |
| ------------------ | ------ |
| Szwajcaria U-21    | 28,059 |
| Islandia U-21      | 26,071 |
| Słowenia U-21 (B1) | 25,851 |
| Węgry U-21 (A1)    | 21,318 |

## Stadiony
Pierwotnie do organizacji turnieju zgłoszono osiem stadionów: cztery na Węgrzech i cztery w Słowenii. Po ogłoszeniu zmiany formatu turnieju UEFA ogłosiła, że finał nie odbędzie się na MOL Aréna Sóstó w Székesfehérvár, a na stadionie Ljudski vrt w Mariborze, a także że turniej odbędzie się tylko w 3 miastach Słowenii - Lublanie, Mariborze i Celje.
Mecze grupy A i C odbędą się na Węgrzech, a mecze grupy B w Słowenii. Mecze grupy D miały być rozgrywane albo w Słowenii, albo w jednym z krajów, które zostaną wylosowane do grupy D. Ostatecznie 10 grudnia 2020 roku UEFA ogłosiła, że mecze grupy D odbędą się w Słowenii, a do grona miast gospodarzy dołączył Koper. Ćwierćfinały odbędą się po dwa w każdym z krajów organizatorów i półfinały tak samo.
| Székesfehérvár                                | Budapeszt                                 |
| --------------------------------------------- | ----------------------------------------- |
| MOL Aréna Sóstó                               | Bozsik Aréna                              |
| Pojemność: 14 201                             | Pojemność: 8 200                          |
| 47°10′25,6″N 18°24′54,7″E/47,173778 18,415194 | 47°26′33″N 19°09′18″E/47,442500 19,155000 |
|                                               |                                           |
| SzékesfehérvárSzombathelyBudapesztGyőr        |                                           |
| Szombathely                                   | Győr                                      |
| Haladás Sportkomplexum                        | Alcufer Stadion                           |
| Pojemność: 9 859                              | Pojemność: 4 335                          |
| 47°14′05,6″N 16°36′27,8″E/47,234889 16,607722 | 47°37′58″N 17°35′33″E/47,632778 17,592500 |
|                                               |                                           |

| Lublana                                       | Maribor                                   |
| --------------------------------------------- | ----------------------------------------- |
| Stadion Stožice                               | Ljudski vrt                               |
| Pojemność: 16 038                             | Pojemność: 13 059                         |
| 46°04′49,6″N 14°31′27,5″E/46,080444 14,524306 | 46°33′45″N 15°38′26″E/46,562500 15,640556 |
|                                               |                                           |
| LublanaMariborCeljeKoper                      |                                           |
| Celje                                         | Koper                                     |
| Stadion Z’dežele                              | Stadion Bonifika                          |
| Pojemność: 12 702                             | Pojemność: 4 010                          |
| 46°14′47,2″N 15°16′11,7″E/46,246444 15,269917 | 45°32′32″N 13°43′50″E/45,542222 13,730556 |
|                                               |                                           |

## Sędziowie
Do prowadzenia meczów wyznaczono 12 trójek sędziowskich oraz 4 sędziów technicznych.
| Kraj                 | Sędzia                     | Asystenci                                               |
| -------------------- | -------------------------- | ------------------------------------------------------- |
| Belgia               | Lawrence Visser            | Rien Vanyzere Thibaud Nijssen                           |
| Bośnia i Hercegowina | Irfan Peljto               | Davor Bejlo Senad Ibrišimbegović                        |
| Francja              | François Letexier          | Cyril Mugnier Mehdi Rahmouni                            |
| Gruzja               | Giorgi Kruaszwili          | Lewan Waramiszwili Zaza Pipia                           |
| Hiszpania            | Guillermo Cuadra Fernandez | Inigo Prieto López de Cerain José Enrique Naranjo Pérez |
| Holandia             | Dennis Higler              | Joost van Zuilen Johan Balder                           |
| Niemcy               | Harm Osmers                | Eduard Beitinger Dominik Schaal                         |
| Polska               | Bartosz Frankowski         | Jakub Winkler Dawid Golis                               |
| Szwajcaria           | Sandro Schärer             | Stéphane de Almeida Bekim Zogaj                         |
| Szwecja              | Glenn Nyberg               | Mahbod Beigi Andreas Söderkvist                         |
| Turcja               | Halil Umut Meler           | Ibrahim Çağlar Uyarcan Mustafa Emre Eyisoy              |
| Włochy               | Maurizio Mariani           | Alberto Tegoni Daniele Bindoni                          |

Sędziowie techniczni:
- Ádám Farkas
- Espen Eskås
- Horațiu Feșnic
- Rade Obrenović

## Faza grupowa
W przypadku równej liczby punktów, zespoły są klasyfikowane według następujących zasad.
1. liczba punktów zdobytych w meczach między tymi drużynami,
2. różnica bramek strzelonych w meczach tych drużyn,
3. bramki zdobyte w meczach tych drużyn,
4. jeśli więcej niż dwie drużyny miały identyczny dorobek i po zastosowaniu powyższych zasad wciąż co najmniej dwie drużyny mają identyczny dorobek, powyższe zasady stosuje się ponownie tylko dla zainteresowanych drużyn,
5. różnica bramek we wszystkich meczach grupowych,
6. liczba strzelonych bramek we wszystkich meczach grupowych,
7. rzuty karne jeśli tylko dwa zespoły mają równą liczbę punktów i spotkały się one ze sobą w ostatniej kolejce, a żaden z punktów powyżej nie przyniósł rozstrzygnięcia kolejności (nie stosuje się jeśli tyle samo punktów mają więcej niż 2 drużyny lub kolejność ustalana nie decyduje o awansie do kolejnej rundy)
8. liczba kar indywidualnych we wszystkich meczach (1 punkt za żółtą kartkę, 3 punkty za czerwoną kartkę (również tę za dwie żółte kartki)),
9. pozycja w rankingu UEFA.

Legenda do tabelek
- Pkt – liczba punktów
- M – liczba meczów
- W – wygrane
- R – remisy
- P – porażki
- Br+ – bramki zdobyte
- Br- – bramki stracone
- +/- – różnica bramek

### Grupa A
| Zespół        | M | W | R | P | Br+ | Br− | +/− | Pkt |
| ------------- | - | - | - | - | --- | --- | --- | --- |
| Holandia U-21 | 3 | 1 | 2 | 0 | 8   | 3   | +5  | 5   |
| Niemcy U-21   | 3 | 1 | 2 | 0 | 4   | 1   | +3  | 5   |
| Rumunia U-21  | 3 | 1 | 2 | 0 | 3   | 2   | +1  | 5   |
| Węgry U-21    | 3 | 0 | 0 | 3 | 2   | 11  | -9  | 0   |

| 24 marca 2021 21:00 CET | Węgry U-21 | 0:3(0:0)Raport | Niemcy U-21 · 61' Nmecha · 66', 73' Baku | MOL Aréna Sóstó, Székesfehérvár Sędzia: Guillermo Cuadra Fernandez |
|                         |            |                |                                          |                                                                    |

| 24 marca 2021 21:00 CET | Rumunia U-21 · Ciobanu 20' | 1:1(1:1)Raport | Holandia U-21 · 16' Schuurs | Bozsik Aréna, Budapeszt Sędzia: Sandro Schärer |
|                         |                            |                |                             |                                                |

| 27 marca 2021 18:00 CET | Węgry U-21 · Csonka 56' | 1:2(0:0)Raport | Rumunia U-21 · 70' Mățan · 87' Pașcanu | Bozsik Aréna, Budapeszt Sędzia: Lawrence Visser |
|                         |                         |                |                                        |                                                 |

| 27 marca 2021 21:00 CET | Niemcy U-21 · Nmecha 84' | 1:1(0:0)Raport | Holandia U-21 · 48' Kluivert | MOL Aréna Sóstó, Székesfehérvár Sędzia: Maurizio Mariani |
|                         |                          |                |                              |                                                          |

| 30 marca 2021 18:00 CET | Holandia U-21 · de Wit 42' · Boadu 47' (k) · Gakpo 58', 70' · Botman 87' · Brobbey 89' | 6:1(1:0)Raport | Węgry U-21 · 65' (k) Bolla | MOL Aréna Sóstó, Székesfehérvár Sędzia: Sandro Schärer |
|                         |                                                                                        |                |                            |                                                        |

| 30 marca 2021 18:00 CET | Niemcy U-21 | 0:0(0:0)Raport | Rumunia U-21 | Bozsik Aréna, Budapeszt Sędzia: Guillermo Cuadra Fernandez |
|                         |             |                |              |                                                            |

### Grupa B
| Zespół         | M | W | R | P | Br+ | Br− | +/− | Pkt |
| -------------- | - | - | - | - | --- | --- | --- | --- |
| Hiszpania U-21 | 3 | 2 | 1 | 0 | 5   | 0   | +5  | 7   |
| Włochy U-21    | 3 | 1 | 2 | 0 | 5   | 1   | +4  | 5   |
| Czechy U-21    | 3 | 0 | 2 | 1 | 2   | 4   | -2  | 2   |
| Słowenia U-21  | 3 | 0 | 1 | 2 | 1   | 8   | -7  | 1   |

| 24 marca 2021 18:00 CET | Słowenia U-21 | 0:3(0:0)Raport | Hiszpania U-21 · 53' Puado · 54' Villar · 89' Miranda | Stadion Ljudski vrt, Maribor Sędzia: François Letexier |
|                         |               |                |                                                       |                                                        |

| 24 marca 2021 18:00 CET | Czechy U-21 · Maggiore 75' (sam.) | 1:1(0:1)Raport | Włochy U-21 · 31' Scamacca | Stadion Z’dežele, Celje Sędzia: Dennis Higler |
|                         |                                   |                |                            |                                               |

| 27 marca 2021 18:00 CET | Słowenia U-21 · Matko 32' | 1:1(1:0)Raport | Czechy U-21 · 86' (sam.) Prelec | Stadion Z’dežele, Celje Sędzia: Glenn Nyberg |
|                         |                           |                |                                 |                                              |

| 27 marca 2021 21:00 CET | Hiszpania U-21 | 0:0(0:0)Raport | Włochy U-21 | Stadion Ljudski vrt, Maribor Sędzia: Harm Osmers |
|                         |                |                |             |                                                  |

| 30 marca 2021 21:00 CET | Włochy U-21 · Maggiore 10' · Raspadori 19' · Cutrone 25' (k), 50' | 4:0(3:0)Raport | Słowenia U-21 | Stadion Ljudski vrt, Maribor Sędzia: Bartosz Frankowski |
|                         |                                                                   |                |               |                                                         |

| 30 marca 2021 21:00 CET | Hiszpania U-21 · Gómez 69', 78' | 2:0(0:0)Raport | Czechy U-21 | Stadion Z’dežele, Celje Sędzia: Giorgi Kruaszwili |
|                         |                                 |                |             |                                                   |

### Grupa C
| Zespół        | M | W | R | P | Br+ | Br− | +/− | Pkt |
| ------------- | - | - | - | - | --- | --- | --- | --- |
| Dania U-21    | 3 | 3 | 0 | 0 | 6   | 0   | +6  | 9   |
| Francja U-21  | 3 | 2 | 0 | 1 | 4   | 1   | +3  | 6   |
| Rosja U-21    | 3 | 1 | 0 | 2 | 4   | 6   | -2  | 3   |
| Islandia U-21 | 3 | 0 | 0 | 3 | 1   | 8   | -7  | 0   |

| 25 marca 2021 18:00 CET | Rosja U-21 · Czałow 31' (k) · Tiknizian 42' · Zacharian 45+2' · Makarow 53' | 4:1(3:0)Raport | Islandia U-21 · 59' Guðjohnsen | Alcufer Stadion, Győr Sędzia: Halil Umut Meler |
|                         |                                                                             |                |                                |                                                |

| 25 marca 2021 21:00 CET | Francja U-21 | 0:1(0:0)Raport | Dania U-21 · 75' Dreyer | Haladás Sportkomplexum, Szombathely Sędzia: Irfan Peljto |
|                         |              |                |                         |                                                          |

| 28 marca 2021 15:00 CET | Islandia U-21 | 0:2(0:2)Raport | Dania U-21 · 5' Isaksen · 18' Sørensen | Alcufer Stadion, Győr Sędzia: Halil Umut Meler |
|                         |               |                |                                        |                                                |

| 28 marca 2021 21:00 CET | Rosja U-21 | 0:2(0:2)Raport | Francja U-21 · 15' (k) Édouard · 24' (k) Ikoné | Haladás Sportkomplexum, Szombathely Sędzia: Guillermo Cuadra Fernandez |
|                         |            |                |                                                |                                                                        |

| 31 marca 2021 18:00 CET | Dania U-21 · Bruun Larsen 10' · Dreyer 11' · Holse 90' | 3:0(2:0)Raport | Rosja U-21 | Haladás Sportkomplexum, Szombathely Sędzia: Maurizio Mariani |
|                         |                                                        |                |            |                                                              |

| 31 marca 2021 18:00 CET | Islandia U-21 | 0:2(0:2)Raport | Francja U-21 · 17' Guendouzi · 38' Édouard | Alcufer Stadion, Győr Sędzia: Lawrence Visser |
|                         |               |                |                                            |                                               |

### Grupa D
| Zespół          | M | W | R | P | Br+ | Br− | +/− | Pkt |
| --------------- | - | - | - | - | --- | --- | --- | --- |
| Portugalia U-21 | 3 | 3 | 0 | 0 | 6   | 0   | +6  | 9   |
| Chorwacja U-21  | 3 | 1 | 0 | 2 | 4   | 5   | -1  | 3   |
| Szwajcaria U-21 | 3 | 1 | 0 | 2 | 3   | 6   | -3  | 3   |
| Anglia U-21     | 3 | 1 | 0 | 2 | 2   | 4   | -2  | 3   |

| 25 marca 2021 15:00 CET | Anglia U-21 | 0:1(0:0)Raport | Szwajcaria U-21 · 78' Ndoye | Stadion Bonifika, Koper Sędzia: Giorgi Kruaszwili |
|                         |             |                |                             |                                                   |

| 25 marca 2021 21:00 CET | Portugalia U-21 · Vieira 68' | 1:0(0:0)Raport | Chorwacja U-21 | Stadion Bonifika, Koper Sędzia: Bartosz Frankowski |
|                         |                              |                |                |                                                    |

| 28 marca 2021 18:00 CET | Chorwacja U-21 · Ivanušec 8' · Moro 61' (k) · Vizinger 64' | 3:2(1:0)Raport | Szwajcaria U-21 · 79' (k) Imeri · 89' (sam.) Kulenović | Stadion Bonifika, Koper Sędzia: Dennis Higler |
|                         |                                                            |                |                                                        |                                               |

| 28 marca 2021 21:00 CET | Portugalia U-21 · Mota 64' · Trincão 74' (k) | 2:0(0:0)Raport | Anglia U-21 | Stadion Stožice, Lublana Sędzia: François Letexier |
|                         |                                              |                |             |                                                    |

| 31 marca 2021 18:00 CET | Szwajcaria U-21 | 0:3(0:1)Raport | Portugalia U-21 · 3' Queirós · 60' Trincão · 65' Conceição | Stadion Stožice, Lublana Sędzia: Glenn Nyberg |
|                         |                 |                |                                                            |                                               |

| 31 marca 2021 18:00 CET | Chorwacja U-21 · Bradarić 90+1' | 1:2(0:1)Raport | Anglia U-21 · 12' (k.) Eze · 74' Jones | Stadion Bonifika, Koper Sędzia: Harm Osmers |
|                         |                                 |                |                                        |                                             |

## Faza pucharowa
|  |                          |                 |                     |                            |   |                |                     |          |  |  |       |       |       |
|  | Ćwierćfinał              | Ćwierćfinał     | Ćwierćfinał         |                            |   | Półfinał       | Półfinał            | Półfinał |  |  | Finał | Finał | Finał |
|  | Ćwierćfinał              | Ćwierćfinał     | Ćwierćfinał         |                            |   | Półfinał       | Półfinał            | Półfinał |  |  | Finał | Finał | Finał |
|  | 31 maja – Budapeszt      |                 |                     |                            |   |                |                     |          |  |  |       |       |       |
|  |                          |                 |                     |                            |   |                |                     |          |  |  |       |       |       |
|  | Holandia U-21            | Holandia U-21   | 2                   |                            |   |                |                     |          |  |  |       |       |       |
|  | Holandia U-21            | Holandia U-21   | 2                   | 3 czerwca – Székesfehérvár |   |                |                     |          |  |  |       |       |       |
|  | Francja U-21             | Francja U-21    | 1                   |                            |   |                |                     |          |  |  |       |       |       |
|  | Francja U-21             | Francja U-21    | 1                   |                            |   | Holandia U-21  | Holandia U-21       | 1        |  |  |       |       |       |
|  | 31 maja – Székesfehérvár |                 |                     |                            |   | Holandia U-21  | Holandia U-21       | 1        |  |  |       |       |       |
|  |                          |                 | Niemcy U-21         | Niemcy U-21                | 2 |                |                     |          |  |  |       |       |       |
|  | Dania U-21               | Dania U-21      | Niemcy U-21         | Niemcy U-21                | 2 | 2(5)           |                     |          |  |  |       |       |       |
|  | Dania U-21               | Dania U-21      |                     |                            |   | 2(5)           | 6 czerwca – Lublana |          |  |  |       |       |       |
|  | Niemcy U-21              | Niemcy U-21     | 2(6)                |                            |   |                |                     |          |  |  |       |       |       |
|  | Niemcy U-21              | Niemcy U-21     | 2(6)                |                            |   | Niemcy U-21    | Niemcy U-21         | 1        |  |  |       |       |       |
|  | 31 maja – Maribor        |                 |                     |                            |   | Niemcy U-21    | Niemcy U-21         | 1        |  |  |       |       |       |
|  |                          |                 | Portugalia U-21     | Portugalia U-21            | 0 |                |                     |          |  |  |       |       |       |
|  | Hiszpania U-21           | Hiszpania U-21  | Portugalia U-21     | Portugalia U-21            | 0 | 2              |                     |          |  |  |       |       |       |
|  | Hiszpania U-21           | Hiszpania U-21  | 3 czerwca – Maribor |                            |   | 2              |                     |          |  |  |       |       |       |
|  | Chorwacja U-21           | Chorwacja U-21  | 1                   |                            |   |                |                     |          |  |  |       |       |       |
|  | Chorwacja U-21           | Chorwacja U-21  | 1                   |                            |   | Hiszpania U-21 | Hiszpania U-21      | 0        |  |  |       |       |       |
|  | 31 maja – Lublana        |                 |                     |                            |   | Hiszpania U-21 | Hiszpania U-21      | 0        |  |  |       |       |       |
|  |                          |                 | Portugalia U-21     | Portugalia U-21            | 1 |                |                     |          |  |  |       |       |       |
|  | Portugalia U-21          | Portugalia U-21 | Portugalia U-21     | Portugalia U-21            | 1 | 5              |                     |          |  |  |       |       |       |
|  | Portugalia U-21          | Portugalia U-21 |                     |                            |   |                |                     |          |  |  |       |       |       |
|  | Włochy U-21              | Włochy U-21     | 3                   |                            |   |                |                     |          |  |  |       |       |       |
|  | Włochy U-21              | Włochy U-21     | 3                   |                            |   |                |                     |          |  |  |       |       |       |

### Ćwierćfinały
| 31 maja 2021 18:00 CET | Holandia U-21 · Boadu 51', 90+3' | 2:1(0:1)Raport | Francja U-21 · 23' Upamecano | Bozsik Aréna, Budapeszt Sędzia: Maurizio Mariani |
|                        |                                  |                |                              |                                                  |

| 31 maja 2021 21:00 CET                                               | Dania U-21 · Faghir 69' · Nelsson 108' (k) | 2:2 po dogrywce k. 5:6(0:0, 1:2)Raport                             | Niemcy U-21 · 88' Nmecha · 100' Burkardt | MOL Aréna Sóstó, Székesfehérvár Sędzia: Guillermo Cuadra Fernandez |
|                                                                      |                                            |                                                                    |                                          |                                                                    |
|                                                                      |                                            | Rzuty karne                                                        |                                          |                                                                    |
| Isaksen · Holse · Faghir · Hjulmand · Nelsson · Nartey · Kristiansen |                                            | Burkardt · Maier · Mai · Schlotterbeck · Nmecha · Pieper · Jaeckel |                                          |                                                                    |

| 31 maja 2021 18:00 CET | Hiszpania U-21 · Puado 66', 110' | 2:1 po dogrywce(0:0, 1:1)Raport | Chorwacja U-21 · 90+4' (k) Ivanušec | Stadion Ljudski vrt, Maribor Sędzia: Giorgi Kruaszwili |
|                        |                                  |                                 |                                     |                                                        |

| 31 maja 2021 21:00 CET | Portugalia U-21 · Mota 6', 31' · Ramos 58' · Jota 109' · Conceição 119' | 5:3 po dogrywce(2:1, 3:3)Raport | Włochy U-21 · 45' Pobega · 60' Scamacca · 89' Cutrone | Stadion Stožice, Lublana Sędzia: François Letexier |
|                        |                                                                         |                                 |                                                       |                                                    |

### Półfinały
| 3 czerwca 2021 21:00 CET | Holandia U-21 · Schuurs 67' | 1:2(0:2)Raport | Niemcy U-21 · 1', 8' Wirtz | MOL Aréna Sóstó, Székesfehérvár Sędzia: Sandro Schärer |
|                          |                             |                |                            |                                                        |

| 3 czerwca 2021 18:00 CET | Hiszpania U-21 | 0:1(0:0)Raport | Portugalia U-21 · 80' (sam.) Cuenca | Stadion Ljudski vrt, Maribor Sędzia: Glenn Nyberg |
|                          |                |                |                                     |                                                   |

### Finał
| 6 czerwca 2021 21:00 CET | Niemcy U-21 · Nmecha 49' | 1:0(0:0)Raport | Portugalia U-21 | Stadion Stožice, Lublana Widzów: 4 883 Sędzia: Giorgi Kruaszwili |
|                          |                          |                |                 |                                                                  |

| Niemcy | Portugalia |

| BR           | 12 | Finn Dahmen        |       |       |
| OB           | 21 | Ridle Baku         |       |       |
| OB           | 5  | Amos Pieper        |       |       |
| OB           | 4  | Nico Schlotterbeck |       |       |
| OB           | 3  | David Raum         | 90'   |       |
| PO           | 8  | Arne Maier (c)     |       |       |
| PO           | 6  | Niklas Dorsch      |       | 85'   |
| PO           | 7  | Florian Wirtz      | 12'   | 68'   |
| PO           | 13 | Salih Özcan        | 90+2' | 90+2' |
| PO           | 11 | Mërgim Berisha     |       | 67'   |
| NA           | 10 | Lukas Nmecha       | 43'   | 85'   |
| Rezerwowi:   |    |                    |       |       |
| NA           | 9  | Jonathan Burkardt  |       | 67'   |
| NA           | 18 | Karim Adeyemi      |       | 68'   |
| PO           | 20 | Vitaly Janelt      |       | 85'   |
| OB           | 15 | Ismail Jakobs      |       | 85'   |
| PO           | 17 | Anton Stach        |       | 90+2' |
| Trener:      |    |                    |       |       |
| Stefan Kuntz |    |                    |       |       |

| BR         | 1  | Diogo Costa         |       |     |
| OB         | 5  | Diogo Dalot         |       |     |
| OB         | 4  | Diogo Queirós (c)   |       |     |
| OB         | 3  | Diogo Leite         |       |     |
| OB         | 2  | Abdu Conté          |       | 86' |
| DM         | 6  | Florentino Luís     |       | 83' |
| PO         | 7  | Vitinha             |       | 59' |
| PO         | 10 | Daniel Bragança     | 58'   |     |
| PO         | 23 | Fábio Vieira        |       |     |
| NA         | 11 | Dany Mota           |       | 46' |
| NA         | 19 | Tiago Tomás         |       | 59' |
| Rezerwowi: |    |                     |       |     |
| NA         | 9  | Rafael Leão         |       | 46' |
| NA         | 20 | Jota                | 90+3' | 59' |
| NA         | 21 | Francisco Conceição |       | 59' |
| PO         | 8  | Gedson Fernandes    |       | 83' |
| PO         | 18 | Gonçalo Ramos       |       | 86' |
| Trener:    |    |                     |       |     |
| Rui Jorge  |    |                     |       |     |

| Zawodnik meczu: Ridle Baku (Niemcy) Sędziowie asystenci: Lewan Waramiszwili (Gruzja) Zaza Pipia (Gruzja) Sędzia techniczny: Irakli Kwirikaszwili (Gruzja) |

## Strzelcy
4 gole
- Lukas Nmecha

3 gole
- Javi Puado
- Myron Boadu
- Dany Mota
- Patrick Cutrone

2 gole
- Luka Ivanušec
- Anders Dreyer
- Odsonne Édouard
- Dani Gómez
- Cody Gakpo
- Perr Schuurs
- Ridle Baku
- Florian Wirtz
- Francisco Conceição
- Francisco Trincão
- Gianluca Scamacca

1 gol
- Eberechi Eze
- Curtis Jones
- Domagoj Bradarić
- Nikola Moro
- Dario Vizinger
- Mads Bech Sørensen
- Jacob Bruun Larsen
- Wahid Faghir
- Carlo Holse
- Gustav Isaksen
- Victor Nelsson
- Matteo Guendouzi
- Jonathan Ikoné
- Dayot Upamecano
- Juan Miranda
- Gonzalo Villar
- Sven Botman
- Brian Brobbey
- Dani de Wit
- Justin Kluivert
- Sveinn Aron Guðjohnsen
- Jonathan Burkardt
- Jota
- Diogo Queirós
- Gonçalo Ramos
- Fábio Vieira
- Fiodor Czałow
- Dienis Makarow
- Nair Tiknizian
- Arsien Zacharian
- Andrei Ciobanu
- Alexandru Mățan
- Alex Pașcanu
- Aljoša Matko
- Kastriot Imeri
- Dan Ndoye
- Bendegúz Bolla
- András Csonka
- Giulio Maggiore
- Tommaso Pobega
- Giacomo Raspadori

1 gol samobójczy
- Sandro Kulenović (w meczu przeciwko Szwajcarii)
- Jorge Cuenca (w meczu przeciwko Portugalii)
- Nik Prelec (w meczu przeciwko Czechom)
- Giulio Maggiore (w meczu przeciwko Czechom)